# Мироновка (Омская область)
Миро́новка — деревня в Москаленском районе Омской области России. Входит в Ильичёвское сельское поселение

## География
Деревня расположена в 15 км к северо-востоку от п. Москаленки.

## История
Основана в 1926 году.

## Население
| 1926 | 1970 | 1979 | 1989 | 2010 |
| ---- | ---- | ---- | ---- | ---- |
| 253  | ↗497 | ↘429 | ↘395 | ↘348 |